# Belal Muhammad
Belal Muhammad (Chicago, 9 luglio 1988) è un artista marziale misto statunitense di origini palestinesi.
Combatte nella divisione dei pesi welter per la promozione statunitense UFC, nella quale è stato campione di categoria nel  2024. In precedenza ha combattuto anche per l’organizzazione Bellator.

## Risultati nelle arti marziali miste
| Risultato  | Record   | Avversario           | Metodo                            | Evento                                 | Data              | Round | Tempo | Città                          | Note                                                                            |
| ---------- | -------- | -------------------- | --------------------------------- | -------------------------------------- | ----------------- | ----- | ----- | ------------------------------ | ------------------------------------------------------------------------------- |
| Sconfitta  | 24-4 (1) | Jack Della Maddalena | Decisione (unanime)               | UFC 315                                | 10 maggio 2025    | 5     | 5:00  | Montreal, Canada               | Perde il titolo dei pesi welter UFC                                             |
| Vittoria   | 24-3 (1) | Leon Edwards         | Decisione (unanime)               | UFC 304                                | 28 luglio 2024    | 5     | 5:00  | Manchester ,Inghilterra        | Vince il titolo dei pesi welter UFC                                             |
| Vittoria   | 23-3 (1) | Gilbert Burns        | Decisione (unanime)               | UFC 288                                | 6 maggio 2023     | 5     | 5:00  | Newark, Stati Uniti            |                                                                                 |
| Vittoria   | 22-3 (1) | Sean Brady           | KO tecnico (pugni)                | UFC 280                                | 22 ottobre 2022   | 2     | 4:47  | Abu Dhabi, Emirati Arabi Uniti | Performance of the Night                                                        |
| Vittoria   | 21-3 (1) | Vicente Luque        | Decisione (unanime)               | UFC on ESPN: Luque vs. Muhammad 2      | 16 aprile 2022    | 5     | 5:00  | Las Vegas, Stati Uniti         |                                                                                 |
| Vittoria   | 20-3 (1) | Stephen Thompson     | Decisione (unanime)               | UFC Fight Night: Lewis vs. Daukaus     | 18 dicembre 2021  | 3     | 5:00  | Las Vegas, Stati Uniti         |                                                                                 |
| Vittoria   | 19-3 (1) | Demian Maia          | Decisione (unanime)               | UFC 263                                | 12 giugno 2021    | 3     | 5:00  | Glendale, Stati Uniti          |                                                                                 |
| No Contest | 18-3 (1) | Leon Edwards         | No Contest (eye poke accidentale) | UFC Fight Night: Edwards vs. Muhammad  | 13 marzo 2021     | 2     | 0:18  | Las Vegas, Stati Uniti         | Un eye poke accidentale rende Muhammad impossibilitato a continuare l'incontro. |
| Vittoria   | 18-3     | Dhiego Lima          | Decisione (unanime)               | UFC 258                                | 13 febbraio 2021  | 3     | 5:00  | Las Vegas, Stati Uniti         |                                                                                 |
| Vittoria   | 17-3     | Lyman Good           | Decisione (unanime)               | UFC on ESPN: Blaydes vs. Volkov        | 20 giugno 2020    | 3     | 5:00  | Las Vegas, Stati Uniti         |                                                                                 |
| Vittoria   | 16-3     | Takashi Sato         | Sottomissione (rear-naked choke)  | UFC 242                                | 7 settembre 2019  | 3     | 1:55  | Abu Dhabi, Emirati Arabi Uniti | Performance of the Night                                                        |
| Vittoria   | 15-3     | Curtis Millender     | Decisione (unanime)               | UFC 236                                | 13 aprile 2019    | 3     | 5:00  | Atlanta, Georgia               |                                                                                 |
| Sconfitta  | 14-3     | Geoff Neal           | Decisione (unanime)               | UFC Fight Night: Cejudo vs. Dillashaw  | 19 gennaio 2019   | 3     | 5:00  | Brooklyn, Stati Uniti          |                                                                                 |
| Vittoria   | 14-2     | Chance Rencountre    | Decisione (unanime)               | UFC Fight Night: Rivera vs. Moraes     | 1 giugno 2018     | 3     | 5:00  | Utica, Stati Uniti             |                                                                                 |
| Vittoria   | 13-2     | Tim Means            | Decisione (non unanime)           | UFC Fight Night: Werdum vs. Tybura     | 19 novembre 2017  | 3     | 5:00  | Sydney, Australia              |                                                                                 |
| Vittoria   | 12-2     | Jordan Mein          | Decisione (unanime)               | UFC 213                                | 8 luglio 2017     | 3     | 5:00  | Las Vegas, Stati Uniti         |                                                                                 |
| Vittoria   | 11-2     | Randy Brown          | Decisione (unanime)               | UFC 208                                | 11 febbraio 2017  | 3     | 5:00  | Brooklyn, Stati Uniti          |                                                                                 |
| Sconfitta  | 10-2     | Vicente Luque        | KO (pugni)                        | UFC 205                                | 12 novembre 2016  | 1     | 1:19  | New York, Stati Uniti          |                                                                                 |
| Vittoria   | 10-1     | Augusto Montaño      | KO tecnico (pugni)                | UFC Fight Night: Poirier vs. Johnson   | 17 settembre 2016 | 3     | 4:19  | Hidalgo, Stati Uniti           |                                                                                 |
| Sconfitta  | 9-1      | Alan Jouban          | Decisione (unanime)               | UFC Fight Night: dos Anjos vs. Alvarez | 7 luglio 2016     | 3     | 5:00  | Las Vegas, Stati Uniti         | Fight of the Night                                                              |
| Vittoria   | 9-0      | Steve Carl           | KO tecnico (pugni)                | Titan FC 38                            | 30 aprile 2016    | 4     | 4:07  | Miami, Stati Uniti             | Vince il titolo dei pesi welter Titan FC                                        |
| Vittoria   | 8-0      | Zane Kamaka          | Decisione (unanime)               | Titan FC 35                            | 19 settembre 2015 | 3     | 5:00  | Ridgefield, Stati Uniti        |                                                                                 |
| Vittoria   | 7-0      | Keith Johnson        | Decisione (unanime)               | Titan FC 33                            | 20 marzo 2015     | 3     | 5:00  | Mobile, Stati Uniti            | Incontro catchweight (174 lbs). Johnson manca il peso.                          |
| Vittoria   | 6-0      | Chris Curtis         | Decisione (unanime)               | Hoosier Fight Club 21                  | 13 settembre 2014 | 3     | 5:00  | Valparaiso, Stati Uniti        |                                                                                 |
| Vittoria   | 5-0      | A.J. Matthews        | Decisione (unanime)               | Bellator 112                           | 14 marzo 2014     | 3     | 5:00  | Hammond, Stati Uniti           |                                                                                 |
| Vittoria   | 4-0      | Garrett Gross        | Decisione (unanime)               | Hoosier Fight Club 18                  | 9 novembre 2013   | 3     | 5:00  | Valparaiso, Stati Uniti        |                                                                                 |
| Vittoria   | 3-0      | Jimmy Fritz          | KO tecnico (pugni)                | Hoosier Fight Club 15                  | 6 aprile 2013     | 2     | 2:19  | Valparaiso, Stati Uniti        |                                                                                 |
| Vittoria   | 2-0      | Quinton McCottrell   | Decisione (unanime)               | Bellator 84                            | 14 dicembre 2012  | 3     | 5:00  | Hammond, Stati Uniti           |                                                                                 |
| Vittoria   | 1-0      | Justin Brock         | KO tecnico (pugni)                | Hoosier Fight Club 12                  | 18 agosto 2012    | 1     | 2:17  | Valparaiso, Stati Uniti        | Debutto nei pesi welter                                                         |